# Мадона ди Парис (Фрозиноне)
Мадона ди Парис је насеље у Италији у округу Фрозиноне, региону Лацио.
Према процени из 2011. у насељу је живело 230 становника. Насеље се налази на надморској висини од 410 м.